# 平希世
平希世（たいら の まれよ，？—930年7月24日），日本平安時代初期至中期的貴族和歌人，仁明平氏，雅望王之子。官位從四位下，右中辯官。

## 經歷
他是仁明天皇的曾孫，被臣籍降下賜平朝臣姓，延喜11年（911年）參與亭子院鬥酒比實。歷任右兵衛佐、内蔵權佐、五位蔵人兼任右馬寮頭。延長元年（923年）任内蔵頭，延長3年（925年）兼任左近衛少將，延長6年（928年）叙爵從四位下。
延長8年（930年），因清涼殿落雷事件顏面被燒，面部被燒重傷，不久去世，最終官位是從四位下行右中弁兼内蔵頭。

## 系譜
- 父：雅望王
- 母：不詳
- 妻：不詳
- 子:平忠孝（?－?）
- 子:平忠依（?－?）
- 女:藤原助信的妻室